# واصل الحلواني
واصل الحلواني (1908-1995) رياضي وكاتب ومدرب ومدرس  سوري، وهو أحد رواد الرياضة الأوائل في سورية الذين ألفوا العديد من المؤلفات الرياضية التي كان لها أثر في توعية الشباب وإرشادهم لممارسة الرياضة في العهود الماضية، وكان ذا اطلاع دوليًا وعربيًا، وذا دراية في النواحي التي تتعلق بالرياضة والصحة والغذاء والعلاج.

## النشأة
ولد في حي العقيبة بدمشق، وبدأ تعليمه الابتدائي في المدرسة السفرجلانية التي تقع قرب الجامع الأموي، كما درس كلًا من علم الآلة والشريعة على يد الشيخ العلامة أبي خير الميداني والشيخ العلامة عبد الوهاب دبس وزيت لعدة سنوات، ثم انتقل إلى حلب لمدة قصيرة حيث تخرج من معهد الصنائع والفنون عام 1929 بعد دراسة ثلاث سنوات. وهو يتقن اللغة الفرنسية.

## بداية الاهتمام بالرياضة
بدأ في شبابه بممارسة التمرينات البدنية الحرة وبعض الألعاب الرياضية كالملاكمة والمصارعة والأثقال [هاويًا لا بقصد الحصول على بطولة] وشراء الكتب الرياضية بغية الاستفادة والتوسع في هذا المجال، فاهتدى إلى كتاب عن التربية البدنية لـ«شارل ريجولو» وهو بطل فرنسي معروف فترجم الكتاب ونهج على منواله. 
كان كلفًا بالاطلاع على الكتب التي تتعلق بنواحي الجسم في علم التشريح، وعلم الغريزة، وعلم الصحة. ولما كانت للتربية البدنية صلة وثيقة بعلم الصحة علمًا وتطبيقًا، فقد عكف على دراسة علم الصحة، ولهذا امتازت مؤلفاته بصفة عامة عن غيرها من كتب التربية البدنية بعنايتها بالناحية الصحية.
وقد ذكر الشيخ علي الطنطاوي رحمه الله ان صديقه الاستاذ واصل الحلواني كان ينشر فيهم طريقة الرياضي الأمريكي مكفادن في الرياضة

## المعارف الرياضية
لقد استمد العلم والمعرفة والرياضة من كتب مصرية مترجمة كانت قد صدرت في العشرينات والثلاثينيات، كما اكتسب فائدة كبيرة في رياضة رفع الأثقال من تمرينات ومقالات نشرها الرباع المصري والبطل العالمي سيد نصير في مجلة اللطائف المصورة التي كانت تصدر قديمًا في القاهرة، قبل تأسيس معهد التربية البدنية العالي في مصر عام 1937، ومن الكتب الرياضية الحديثة ألفت في بداية الأربعينيات في أصول التمرينات وألعاب القوى وطرق التدريس من قبل أساتذة معهد التربية البدنية الأوائل في مصر نذكر منهم محمد علي حافظ وفرحات مرزوق والباجوري وحسين رشدي وغيرهم.
وكانت له اتصالات دولية مع أبطال العالم والكتّاب العالميين نذكر منهم الرياضي العالمي الأمريكي صاحب المؤلفات والبطولات «برنار مكفادن» والرياضي الفرنسي «جورج جوويت» والمصري «عزيز طلعت» في الإسكندرية مدرب أبطال مصر العالميين في رفع الأثقال وحصل على قسم كبير من المعلومات الرياضية المهمة منهم.

## في حقل التعليم
- عين مدرسًا للتربية الرياضية في ثانويات حلب ودار المعلمين الابتدائية فيها عام 1940.[2]
- انتقل إلى دمشق عام 1945 حيث عين مدرسًا للتربية الرياضية في مدارس دمشق[3] الثانوية والتجارية والصناعية، واستمر بالتدريس حتى غاية عام 1964.
- عين موجهًا للتربية الرياضية في مدارس دمشق لمدة سبع سنوات، ثم تقاعد عن العمل في نهاية عام1971.
- حضر جميع الدورات التدريبية للمعلمين التي أجرتها وزارة المعارف السورية في الأربعينيات وأوائل الخمسينيات والتي درّس فيها الأساتذة المختصون الأول من مصر.

## في الاتحادات الأهلية
- تولى منصب نائب رئيس اتحاد سباحة المسافات الطويلة في سوريا.[4]
- عضوًا في الاتحاد السوري لألعاب القوى، وحكمًا من الدرجة الأولى في ألعاب القوى ورفع الأثقال والمصارعة لمدة تزيد على عشرين عامًا.

## في الأندية الرياضية
- عضوًا في النادي الرياضي الاولمبي السوري الذي أسس عام (1924).
- قام بتدريب رياضة رفع الأثقال والتمرينات البدنية في نادي سورية لألعاب القوة مع بداية الثلاثينيات.
- عين رئيسًا لنادي الغوطة الدمشقي لكرة السلة في أوائل الخمسينيات، ثم عضوًا في مجلس إدارته لمدة تزيد على عشر سنوات.

## في الصحافة
بدأ بنشر مقالاته الرياضية والصحية والعلاجية منذ أوائل الثلاثينيات.
- كان مراسلًا ومندوبًا لإحدى المجلات المصرية «مجلة التربية البدنية» لصاحبها الأستاذ فائق الجوهري التي كانت تصدر في القاهرة، ونشرت له فيها بعض المقالات.
- كانت له زوايا ثقافية ورياضية لمدة طويلة في الصحف اليومية والمجلات السورية استمرت مدة طويلة، وخاصة «جريدة الأيام الدمشقية اليومية» بين عامي 1930- 1940.
- نشرت له بعض المقالات في أسس التربية البدنية في جريدة «الحياة اللبنانية» للأستاذ ناصيف مجدلاني، كما نشرت له عدة مقتطفات من كتبه في الصحف العربية التي كانت تصدر في الولايات المتحدة الأمريكية في ذلك الحين.

## مؤلفاته
صدرت للاستاذ واصل الحلواني عدة كتب ومقالات منذ أواخر الثلاثينيات ومن أهم مؤلفاته
- الحركات الرياضية للصحة والقوة والعلاج       (1939)
- الصحة والرياضة في الوضوء والصلاة         (1946)
- التربية البدنية الراقية           (1950)
- الصوم وأثره في الصحة والوقاية والعلاج       (1955)
- سيرة الأبطال السوريين بعنوان الصحة والقوة والكمال الجسماني (1960)
- مصح شهر رمضان              (2006)
- الاستعداد الصحي للنجاح في الامتحانات             (2011)

## وصلات خارجية
- الموسوعة العربية - واصل حلواني - بقلم د. مروان عرفات.
- موقع راسخون - واصل حلواني.